# الجوع (رواية)
الجوع رواية للكاتب النرويجي كنوت همسون الحاصل على جائزة نوبل للأدب، صدرت عام 1890م. نُشرت أجزاء منها بصورة مقطعة في المجلة الدنماركية "ني جورد" عام 1888م. أُشيد بالرواية كونها فاتحة أدبية على القرن العشرين. تُصور رواية الجوع اللاعقلانية للعقل البشري بطريقة مثيرة للاهتمام وفيها روح الدعابة أحياناً.

## الوصف
كُتبت رواية "الجوع" بعد عودة كنوت هامسون من جولة في أمريكا، وهي تستند بشكل غير مباشر إلى حياة المؤلف الفقيرة قبل انطلاقته الأدبية عام 1890. تدور أحداث الرواية في أواخر القرن التاسع عشر في كريستيانيا (التي تُعرف اليوم بأوسلو)، وتحكي مغامرات شاب يتضور جوعًا وتبدأ حواسه تنهار تدريجيًا، إذ ينزلق نحو حالة من الوهم والهلوسة في الجانب المظلم من المدينة الحديثة. وبينما يحاول عبثًا أن يحافظ على مظهر من الاحترام الاجتماعي، يُسرد انحلاله العقلي والجسدي بتفصيل دقيق.
تتفاقم محنته بسبب عجزه أو عدم رغبته في اتباع مسار مهني، إذ يرى أن المهن المتاحة لا تليق بقدراته. وتُصوّر هذه المعاناة في سلسلة من اللقاءات التي وصفها هامسون بنفسه بأنها "سلسلة من التحليلات".
في كثير من الجوانب، يُظهر بطل الرواية سمات تذكّر بشخصية راسكولنيكوف في "الجريمة والعقاب"، إذ كان دوستويفسكي أحد أبرز المؤثرين في أدب هامسون. كما يبدو تأثير كتّاب التيار الطبيعي، مثل إميل زولا، واضحًا في الرواية، إلى جانب رفض هامسون للتقاليد الواقعية في الأدب.

## الأفكار
تتضمن رواية "الجوع" اثنين من الموضوعات الأدبية والأيديولوجية الرئيسية في أدب هامسون:
إصراره على أن تعقيدات العقل البشري يجب أن تكون الهدف الرئيسي للأدب الحديث. فقد سعى من خلال مشروعه الأدبي إلى وصف "همسات الدم وتوسلات نخاع العظم"، وهو ما يتجلى بوضوح في هذه الرواية.
ازدراؤه للحضارة الحضرية الحديثة. ففي افتتاحية الرواية، يصف كريستيانيا بشكل مزدوج بأنها "تلك المدينة العجيبة التي لا يغادرها أحد قبل أن تترك بصماتها عليه". ويقابل هذا التصور السلبي في أعمال أخرى له مثل "ألغاز" (1892) و"نمو التربة" (1920)، والتي نال عنها جائزة نوبل في الأدب، لكنها في الوقت ذاته أدّت إلى اتهامه بأنه كاتب يمهد لأفكار القومية الاشتراكية، لا سيما من حيث تأييده لفكرة "الدم والتربة"

## الحبكة
تدور أحداث الرواية حول بطل روائي مجهول الاسم، في أواخر العشرينات من عمره، وهو مثقف مشرد يتجول في شوارع العاصمة النرويجية كريستيانا (أوسلو حاليًا) بحثًا عن لقمة عيش. تُروى القصة بصيغة المتكلم، وتنقسم إلى أربع حلقات يتقاطع فيها مع شخصيات غامضة، أبرزها إيلاجالي، وهي شابة تنشأ بينه وبينها علاقة عاطفية خفيفة وذات طابع جسدي محدود.
يتمسك البطل بمدونة أخلاقية صارمة من صنعه، تتسم بالمثالية والتضحية: يمنح ماله وثيابه للفقراء، يرفض أحيانًا الأكل المجاني، ويسلم نفسه للشرطة بعد سرقة بسيطة. ولكن هذه الأخلاق تؤدي إلى سلوك تدميري ذاتي، فيظل يقع في فخاخ من صنعه، ويُحرم من الطعام والدفء والراحة، حتى يبدأ جسده في الانهيار تدريجيًا.
تتدهور حالته الجسدية والعقلية والاجتماعية باستمرار، ويصل به الجوع حد التهام قلمه الثمين أو حتى عض إصبعه. رغم كل ذلك، لا يُظهر أي كراهية تجاه "المجتمع"، بل يُحمّل مصيره لـ"الله" أو لـ"نظام كوني غامض"، مؤكدًا على شعوره بالغربة في الحياة، وكأنه "أجنبي في الوجود"، تطارده التوترات والهواجس.
في إحدى اللحظات المضيئة، يحقق نجاحًا أدبيًا وماليًا مؤقتًا بعد أن ينشر مقالًا في صحيفة، لكنه سرعان ما يفقد قدرته على الكتابة من جديد. يضطر إلى قضاء ليلة في السجن مدّعيًا أنه صحفي فقد مفاتيح شقته، لكنه في الصباح يرفض الإفصاح عن فقره ويرفض حتى تناول الإفطار المجاني المقدم للمشردين.
وفي النهاية، حين تصل حالته إلى الحضيض، يلتحق بطاقم سفينة ويغادر المدينة، وكأن الرحيل هو مهربه الأخير من واقع لا يملك السيطرة عليه.

## التأثير
تركـت رواية الجوع تأثيرًا بالغًا في عدد من الكتّاب والشعراء، واعتُبرت مصدر إلهام بارزًا، لا سيما لدى الشاعر الأمريكي تشارلز بوكوفسكي، الذي رأى فيها انعكاسًا لتجربته الشخصية وتجربة بطل الرواية في صراعه مع الجوع والطموح. وقد تجلّى هذا التأثر في قصيدته الشهيرة ملاحظة عن الجوع، التي صوّر فيها حالات الجوع القصوى باعتبارها محفزًا للإدراك الحاد، قائلاً:
 "في اليوم الرابع،
تعيش حالة من السكر،
الذعر يتلاشى،
ينام الواحد جيدًا،
في الساعة الثانية عشرة أو الرابعة عشرة،
حالة غير عادية،
عندما يواصل الواحد التغوّط،
تصبح الصور أكثر حدّة،
وتظهر الأشياء على وضوحها."
وفي البيان السوريالي الأول عام 1924، أشار أندريه بروتون إلى رواية الجوع بوصفها عملًا أدبيًا يحتفي بالجوع كحالة ذهنية محفّزة على صفاء نادر، معتبرًا إياها متّسقة مع المبادئ السريالية في تجاوز الوعي التقليدي.
من جهة أخرى، صرّح الكاتب الألماني توماس مان بأنّ "جائزة نوبل لم تُمنح قط لكاتب أكثر جدارة بها من كنوت هامسون"، تعبيرًا عن تقديره الكبير لمكانة هامسون الأدبية.
وفي مقالة نشرتها صحيفة الغارديان البريطانية، نسبت الكاتبة النرويجية توريل موي بعض عناصر مسرحية هنريك إبسن سيّد البنّائين إلى تفاعل شخصي وأدبي بين إبسن وهامسون، مرجحة أن العلاقة بينهما قد أثّرت في تصوير صراع الأجيال والرؤية الفنية في العمل المسرحي.

## الشخصيات
- البطل (دون اسم): راوٍ بضمير المتكلم، هو كاتب طموح يعاني من الفقر المدقع والجوع في شوارع كريستيانا (أوسلو). تتأرجح حالته النفسية بين الكبرياء واليأس، ويخوض صراعًا داخليًا حادًا بين كرامته الشخصية وحاجاته البيولوجية، مما يؤدي إلى سلوكيات متناقضة تجمع بين النُبل والانهيار.
- إيفاليل (Ylajali): شابة غامضة يلتقي بها البطل خلال تجواله، تمثّل له رمزًا للرغبة المكبوتة والحب غير المعلن. تُعد علاقتها به امتدادًا لاضطراباته النفسية ومحاولة للارتباط بالعالم رغم عزلته المتنامية.
- شخصيات ثانوية: تتوزع هذه الشخصيات بين أصحاب المتاجر، الصحفيين، رجال الشرطة، ومجموعة من الغرباء، وتؤدي دورًا في عكس الطبقات المختلفة للمجتمع النرويجي في أواخر القرن التاسع عشر. يظهر من خلالهم التفاوت الاجتماعي، وبرودة العلاقات الإنسانية، وعدم اكتراث المدينة بمعاناة الفرد.[9]

## إصدارات سينمائية
أنتج عن قصة رواية الجوع فيلمان هما:
- الجوع (1966)، من إخراج هينينغ كارلسين
- الجوع (2001)، من إخراج ماريا غيسي